# Zelleromyces
Zelleromyces es un género de hongos, perteneciente a la familia Russulaceae. Fue descrito por los micólogos norteamericanos Rolf Singer y Alexander H. Smith en 1960.

## Especies
- Zelleromyces albellus
- Zelleromyces alveolatus
- Zelleromyces australiensis
- Zelleromyces cinnabarinus
- Zelleromyces claridgei
- Zelleromyces corkii
- Zelleromyces daucinus
- Zelleromyces dendriticus
- Zelleromyces gardneri
- Zelleromyces giennensis
- Zelleromyces gilkeyae
- Zelleromyces glabrellus
- Zelleromyces hispanicus
- Zelleromyces josserandii
- Zelleromyces lactifer
- Zelleromyces major
- Zelleromyces malaiensis
- Zelleromyces meridionalis
- Zelleromyces oregonensis
- Zelleromyces papyraceus
- Zelleromyces pterosporus
- Zelleromyces ramispinus
- Zelleromyces ravenelii
- Zelleromyces rogersonii
- Zelleromyces scissilis
- Zelleromyces sculptisporus
- Zelleromyces sinensis
- Zelleromyces soehneri
- Zelleromyces striatus
- Zelleromyces versicaulis